# Elena Radonicich
Elena Radonicich (Moncalieri, 5 febbraio 1985) è un'attrice italiana.

## Biografia
È nata a Moncalieri da padre italiano di origini slavo-tedesche e da madre italiana. 
Si è diplomata nel 2009 al Centro sperimentale di cinematografia di Roma. 
Dal 2005 al 2011 ha recitato a teatro e ha ottenuto qualche ruolo in TV. Ha esordito al cinema in Tutti al mare di Matteo Cerami. 
Nel 2012 è protagonista prima in Workers - Pronti a tutto, poi in Tutto parla di te in cui interpreta il ruolo di una giovane madre che affronta la maternità con difficoltà e inizia un percorso di maturazione. 
Nel 2013 recita in Adriano Olivetti - La forza di un sogno di Michele Soavi e in 1992 di Giuseppe Gagliardi.
Nel 2014 è nel cast di Italo.
Nel 2015 prende parte al film Alaska di Claudio Cupellini ed è protagonista di Banat - Il viaggio. 
Nel 2016 recita nella miniserie tv Luisa Spagnoli di Lodovico Gasparini. 
Nel 2017 è nel cast della serie di successo La porta rossa di Carmine Elia, in cui interpreta la poliziotta Stella Mariani, e di 1993. 
Nel 2018 interpreta Enrica "Puny" Rignon, prima moglie di Fabrizio De André, nel film Fabrizio De André - Principe libero. 
Partecipa poi al Festival di Cannes 2018 con il film In My Room, candidato al premio Un Certain Regard. 
Nel 2019 è nel cast del cortometraggio La strada vecchia che si aggiudica il premio come miglior cortometraggio nel concorso "I Love GAI" alla 76ª Mostra Internazionale d'arte cinematografica di Venezia 2019.
Nel 2021 è protagonista al cinema del film di Stefano Sardo Una relazione, per la cui interpretazione vince il Premio Speciale Attrice di Cinema al Galà Cinema Fiction 2022 e il premio PCB ITA come miglior attrice all'Asti Film Festival 2022.
Nel 2022 è nel cast del film sulla vita del compositore settecentesco Josef Mysliveček Il Boemo, candidato all'Oscar nella categoria Miglior film in lingua straniera per la Repubblica Ceca e presentato in concorso al Festival internazionale del cinema di San Sebastián, uscito nelle sale italiane nel 2023. 
Recita anche nella serie Rai Sopravvissuti e nella serie Sky Il grande gioco.
Nel 2024 è protagonista, assieme a Matteo Martari, della serie Brennero, in onda su Rai 2. Nello stesso anno interpreta Letizia Laurenti (moglie di Enrico Berlinguer) nel film Berlinguer - La grande ambizione, film d'apertura della 19ª edizione della Festa del Cinema di Roma, all'interno della quale viene presentato anche il lungometraggio di Elisabetta Sgarbi L'isola degli idealisti, in cui Elena Radonicich ricopre un ruolo da protagonista.
Nel giugno 2025, all'Italian Global Series Festival, riceve dal mensile Ciak il premio "Maximo Excellence Award Actress" per il ruolo da protagonista nella serie TV Estranei, annunciata per novembre 2025 su Rai 2.

## Vita privata
È stata legata sentimentalmente all'attore Gaetano Bruno, con cui nel 2015 ha avuto una figlia.

## Filmografia

### Cinema
- Il solitario, regia di Francesco Campanini (2008)
- L'ultima cena, regia di Piero Messina (2009) – cortometraggio
- Tutti al mare, regia di Matteo Cerami (2011)
- Tutto parla di te, regia di Alina Marazzi (2012)
- Workers - Pronti a tutto, regia di Lorenzo Vignolo (2012)
- Racconti d'amore, regia di Elisabetta Sgarbi (2013)
- Italo, regia di Alessia Scarso (2014)
- Veruska, regia di Lucio Pellegrini (2014) – cortometraggio
- Alaska, regia di Claudio Cupellini (2015)
- Banat - Il viaggio, regia di Adriano Valerio (2015)
- Senza lasciare traccia, regia di Gianclaudio Cappai (2016)
- Metti una notte, regia di Cosimo Messeri (2017)
- Fabrizio De André - Principe libero, regia di Luca Facchini (2018)
- In My Room, regia di Ulrich Köhler (2018)
- Il mangiatore di pietre, regia di Nicola Bellucci (2018)
- I nomi del signor Sulčič, regia di Elisabetta Sgarbi (2018)
- Genitori quasi perfetti, regia di Laura Chiossone (2019)
- La strada vecchia, regia di Damiano Giacomelli (2019) – cortometraggio
- Una relazione, regia di Stefano Sardo (2021)
- Il Boemo, regia di Petr Václav (2022)
- Catene, regia di Lorenzo Vitrone, Flavio Santandrea, Anna Coccoli, Lorenzo Nuccio e Matteo Giampetruzzi (2023)
- Soldato Peter, regia di Gianfilippo Pedote e Giliano Carli (2023)
- Dall'alto di una fredda torre, regia di Francesco Frangipane (2023)
- Berlinguer - La grande ambizione, regia di Andrea Segre (2024)
- L'isola degli idealisti, regia di Elisabetta Sgarbi (2024)

### Televisione
- I liceali – serie TV (2008)
- Uomini che non la vogliono, donne che non la danno, regia di Bernardo Nuti (2010)
- R.I.S. Roma - Delitti imperfetti – serie TV, episodio 2x10 (2011)
- I pre-occupati – serie TV (2011)
- Faccia d'angelo, regia di Andrea Porporati – miniserie TV (2012)
- Nero Wolfe – serie TV, episodio 1x08 (2012)
- A fari spenti nella notte – serie TV (2012)
- Kubrick - Una storia porno – webserie (2012)
- Altri tempi, regia di Marco Turco – miniserie TV (2013)
- Adriano Olivetti - La forza di un sogno, regia di Michele Soavi – miniserie TV (2013)
- Dirsi addio – webserie (2014)
- Il candidato - Zucca presidente – serie TV (2015)
- 1992 – serie TV (2015)
- Pietro Mennea - La freccia del Sud, regia di Ricky Tognazzi – miniserie TV (2015)
- L'amore al tempo del precariato – webserie (2016)
- Luisa Spagnoli, regia di Lodovico Gasparini – miniserie TV (2016)
- La porta rossa – serie TV (2017-2023)
- 1993 – serie TV (2017)
- Fabrizio De André - Principe libero, regia di Luca Facchini – miniserie TV (2018)
- Il commissario Montalbano – serie TV, episodio 13x01 (2019)
- 1994 – serie TV, 4 episodi (2019)
- Io e lei – serie TV (2019)
- Bella da morire, regia di Andrea Molaioli – miniserie TV (2020)
- Sopravvissuti – serie TV (2022)
- Il grande gioco – serie TV (2022)
- Brennero – serie TV (2024)

## Teatro
- Sogno di una notte di mezza estate, regia di Barbara Braconi (2005)
- Che vuoi farci, bisogna vivere! (Zio Vanja), regia di Eljana Popova (2008)
- It's a lovely place (Molto rumore per nulla), regia di Eljana Popova (2008)
- Una giornata particolare, regia di Pierluigi Cuomo (2008)
- Cinque pezzi facili/Partitura incompiuta per pianola meccanica, regia di Eljana Popova (2009)
- Il panico, regia di Manuela Cherubini (2009)
- L'inappetenza, regia di Manuela Cherubini (2009)
- Prenotazione... Andrea Bisseu, regia di Alessandro Carvaruso (2010)
- Anestesia totale, regia di Stefania De Santis (2011)
- Le nuove isole, regia di Stefano Cioffi (2019)
- L'onore perduto di Katharina Blum, regia di Franco Però (2019)
- VajontS 23 (2023)
- MUM, regia di Roberto Di Maio (2024)
- A futura memoria (2025)

## Programmi TV
- Stracult (2008-2011)
- Black Box (2008)
- Base Luna (2011)

## Pubblicità
- Barilla, regia di Javier Blanco (2009)
- Conto BancoPosta, regia di Luciano Podcaminsky (2017)

## Videoclip
- Nina – Baroque (2012)

## Audiolibri
- Donne che comprano fiori di Vanessa Montfort, letto da Elena Radonicich, Emons Audiolibri, 2019
- Addio fantasmi di Nadia Terranova, letto da Elena Radonicich, Einaudi, 2019
- La ragazza dai capelli strani di Wallace David Foster, letto da Llvv, Emons Audiolibri, 2019
- Le parole sono importanti di Marco Balzano, letto da Llvv, Emons Audiolibri, 2021
- Il corpo in cui sono nata di Guadalupe Nettel, letto da Elena Radonicich, Emons Audiolibri, 2022
- Il ristorante dell'amore ritrovato di Ito Ogawa, letto da Elena Radonicich, Emons Audiolibri, 2023
- La figlia unica di Guadalupe Nettel, letto da Elena Radonicich, Emons Audiolibri, 2023
- La cartoleria Tsubaki di Ito Ogawa, letto da Elena Radonicich, Emons Audiolibri, 2023
- Antologia di Spoon River di Edgar Lee Masters, letto da Claudio Santamaria ed Elena Radonicich, Emons Audiolibri, 2023

## Riconoscimenti
- 2009 – Cittadella del corto
  - Miglior attrice per il corto La determinazione dei generi
- 2012 – Festa del Cinema di Roma
  - Miglior Produzione CinemaXXI
- 2012 – Festa del Cinema di Roma
  - Miglior Regia CinemaXXI
- 2022 – Galà Cinema Fiction
  - Premio Speciale Attrice di Cinema
- 2022 – Asti Film Festival
  - PCB ITA - Miglior attrice per Una relazione
- 2023 - Ciak d'oro
  - Candidatura alla miglior attrice italiana per Il grande gioco